# Берёзовка (Покровский район)
Берёзовка — село в Покровском районе Орловской области России.
Административный центр Берёзовского сельского поселения в рамках организации местного самоуправления и административный центр Берёзовского сельсовета в рамках административно-территориального устройства.

## География
Расположено в 14 км востоку от райцентра, посёлка городского типа Покровское, и в 78 км к юго-востоку от центра города Орёл.

## История
В 1963 году деревни Березовец (Берёзовка), Ворово и Розиньково объединены в одно село Берёзовка. 

## Население
| 2002 | 2010 |
| ---- | ---- |
| 449  | ↘375 |

Согласно результатам переписи 2002 года, в национальной структуре населения русские составляли 96 % от жителей.